# 杨柳 (中国中央电视台主持人)
杨柳（1967年7月26日—），生于山东省济南市，中国中央电视台前主持人。

## 经历
- 1989年7月毕业，北京广播学院播音系，大学本科，获文学学士学位。
- 1989年8月分配到中国中央电视台新闻中心新闻编辑部播音组工作。
- 1989年6月8日至1997年9月5日从事《新闻联播》、《晚间新闻》、《世界报道》、《早间新闻》、《新闻30分》等栏目的播音工作。
- 1997年6月30日至7月2日在香港回归祖国72小时电视直播报道中担任主持人。
- 1997年9月调入中央电视台文艺节目中心国际部环球组工作，担任《环球》节目主持人及编导。其间多次赴境外拍摄电视节目。
- 1999年10月在中央电视台《大江飞虹—江阴长江大桥通车庆典文艺晚会》中担任主持人。
- 1999在中央电视台《综艺大观》第一百八十二期中担任节目主持人。
- 1999年12月1日在中国上海国际艺术节闭幕式担任节目主持人。
- 2000年1月在中央电视台《春节歌舞晚会》中担任节目主持人。
- 2002年4月调入中央电视台西部频道编辑部,担任《财经前线》和《西部新闻》节目主持人。
- 2002年9月在中央电视台第七套《中秋文艺晚会》中担任节目主持人。
- 2003年2月在中央电视台西部频道《魅力西部——春节大联欢》中担任节目主持人。
- 2003年3月在中央电视台《红河杯首届电视节目主持人形象设计大赛》中担任节目主持人。
- 2003年11月在中央电视台《第二届中华民歌大赛颁奖晚会暨南宁国际民歌艺术节闭幕式晚会》中担任节目主持人。
- 2015年7月离开主持人岗位，转入中央电视台下属的中央新影集团工作。[1]